# スターゲイト・ミレニアム
『スターゲイト・ミレニアム』（英語: Star Portal）は、1998年にニューコンコルドが制作したアメリカ合衆国の映画。日本未公開。
映画『スターゲイト』やテレビドラマ『スターゲイト SG-1』とは全くの別作品である。

## ストーリー
宇宙の果てから追われてきた犯罪者の宇宙人がある日、地球に到着。恋人が死んだ廃自動車置き場を訪れていた女性に乗り移り、占い師などになりすましながら地球人を騙し、その血を絞り出しては力の源と言ってすすったり、果ては仲間との通信に利用したりとオカルトな作品である。
しかし、最終的に彼女に好意を寄せる男性が登場し、終盤では二人で追っ手から逃げ惑うシーンがほとんどを占めるが、最終的に追っ手に追いつかれ…と言う展開である。

## 出演
- スティーヴン・バウアー：レイ・ブランディ
- アセナ・マッシー
- スティーヴン・デイヴィース
- アンソニー・ワリベイロ